# Vampire: The Masquerade – Bloodlines 2
Vampire: The Masquerade – Bloodlines 2 — майбутня рольова гра, видається Paradox Interactive. Продовження Vampire: The Masquerade – Bloodlines (2004), гра є частиною серії World of Darkness і заснована на настільній рольовій грі Vampire: The Masquerade. Спочатку розроблювалася компанією Hardsuit Labs, але у лютому 2021 року видавець оголосив, що виробництво передали іншому розробнику.
Гра відбувається за людину в Сіетлі 21 століття, яку вбивають і відроджують як вампіра з відносно слабкими здібностями. В основному проходиться від першої особи, чергуючись від третьої особи залежно від контексту гри. Гравець присвоює своєму персонажу одну з трьох дисциплін - унікальних та оновлюваних здібностей, перш ніж приєднатися до одного з кількох класів вампірів. Вихід планується для Microsoft Windows, PlayStation 4, PlayStation 5, Xbox One та Xbox Series X/S.

## Ігровий процес
Гравець Vampire: The Masquerade – Bloodlines 2  бере на себе роль давнього вампіра на ім'я Файр, який пробуджується після столітнього сну і опиняється в центрі конфлікту між вампірськими кланами міста. Сюжет розгортається під час Різдва, на тлі найсильнішої заметілі в історії Сіетла. Після пробудження Файр виявляє, що в її свідомості присутній голос вампіра на ім'я Фаб'єн, з яким їй доведеться взаємодіяти протягом гри. Це додає глибини сюжету, оскільки гравець будує стосунки з цим внутрішнім голосом, що впливає на розвиток подій.
Гра досліджує теми контролю: як одні персонажі впливають на інших, як вони керують своєю долею та які обмеження накладають на себе. Файр, будучи досвідченим вампіром, знає, як полювати та виживати, але після тривалого сну їй важко адаптуватися до сучасного світу. Гравці отримають можливість розвивати її здібності та вплив у нових умовах.
Як вампір, персонаж гравця потребує крові, щоб вижити, і може харчуватися людьми. Гравці караються за використання певних вампірських здібностей (так званих дисциплін) або харчування кров'ю на очах у свідків, що викриває їхнє існування як вампірів перед смертним світом. Це є порушенням маскараду і може призвести до змін в ігровому процесі.

## Реліз
Вперше про гру Bloodlines 2 розповіли в лютому 2019 року з виходом додатку для знайомств «Tender», створеного компаніями Paradox та Alice & Smith. Додаток пропонував використовувати «алгоритм спорідненої душі» і запитував групу крові користувача, перш ніж запропонувати йому з'єднатися з хворими людьми поблизу. У прямому ефірі Twitch, а згодом і на офіційному акаунті Paradox у Twitter з'явилося повідомлення від вигаданого генерального директора Tender Малкольма Чендлера про необхідність підготуватися до 21 березня 2019 року в Сан-Франциско, дати публічного показу гри .
Спочатку запланована на березень 2020 року, гра була перенесена в жовтні 2019 року на невизначену дату релізу 2020 року , проте в серпні 2020 року дата релізу була зсунута на невизначену дату десь в 2021 року . Разом з оголошенням про зміну розробників у лютому 2021 року, реліз гри був відкладений на кінець 2021 рік .
У вересні 2023 року було оголошено, що новим розробником стала The Chinese Room, а реліз гри заплановано на кінець 2024 року для PlayStation 5, Windows та Xbox Series X/S.  У серпні 2024 року реліз гри було перенесено на першу половину 2025 року .